# 澳洲羅蝶魚
澳洲羅蝶魚（學名：Roa australis），為輻鰭魚綱鱸形目蝴蝶魚科的一個種。分布於澳洲西北部海域，深度97-173公尺，本魚體呈方形而側扁，頭小，吻尖，背高，頭部及身體共有3條黃色寬橫紋，第一條貫穿眼睛、第二條從背鰭硬棘延伸至腹鰭、第三條從背鰭軟條延伸至臀鰭，背鰭軟條上緣有一黑色圓斑，背鰭硬棘11枚；背鰭軟條19-23枚：臀鰭硬棘3枚；臀鰭軟條17枚，體長可達11.9公分，棲息在礁石區，生活習性不明，可做為觀賞魚。